# Північнокорейсько-югославські відносини
Північнокорейсько-югославські відносини (кор. 북한-유고슬라비아 관계, сербохорв. severnokorejsko-jugoslovenski odnosi, серб. кир.: севернокорејско-југословенски односи) — історичні двосторонні відносини між Корейською Народно-Демократичною Республікою і зниклою внаслідок розпаду Соціалістичною Федеративною Республікою Югославія.
Взаємини були дуже тісними завдяки близьким відносинам між Йосипом Броз Тіто та Кім Ір Сеном у пізній період правління Тіто. Обидва правителі зайняли нейтральну позицію під час китайсько-радянського розколу і підтримували дружні відносини як із Радянським Союзом, так і з Китайською Народною Республікою.
Югославія та Північна Корея були членами Руху неприєднання, а Югославія ще й однією із його засновниць.

## Історія
30 жовтня 1948 року ФНРЮ і КНДР установили дипломатичні відносини. На початковому етапі Корейського конфлікту Югославія, зважаючи на тодішній розкол між Тіто і Сталіним, залишилася на відміну від інших східноєвропейських комуністичних країн рішуче неприхильною до жодної зі сторін Корейської війни. Югославська література прирівнювала напад Північної Кореї на Південну Корею до нападу на Югославію нацистської армії та нападу на Гаваї японської армії, а югославське представництво в Організації Об'єднаних Націй навіть звинуватило Радянський Союз у розв'язуванні Корейської війни.
25 травня 1971 між двома державами укладено угоду про торгівлю та платежі, 4 вересня 1973 — угоду про скасування віз між двома країнами, 4 листопада 1974 — угоду про культурне співробітництво, 22 лютого 1975 — угоду про створення консультативної комісії з економічної та науково-технічного співпраці, 6 листопада 1975 — угоду про повітряне сполучення, 11 грудня 1975 — угоду про співробітництво в галузі телекомунікацій, 20 лютого 1978 — угоду про співпрацю в ділянці охорони здоров'я, медицини та фармацевтики, 20 вересня 1978 — угоду про безоплатне надання медичних послуг дипломатичному персоналу та членам їхніх сімей на взаємній основі, 4 березня 1982 — угоду про взаємне скасування віз між СФРЮ та КНДР для громадян обох країн, які мають звичайні паспорти під час відрядження.